# Ulopeza nigricostata
Ulopeza nigricostata là một loài bướm đêm trong họ Crambidae.